# De Dion-Bouton Type CI
Der De Dion-Bouton Type CI ist ein Pkw-Modell aus den 1910er Jahren. Hersteller war De Dion-Bouton aus Frankreich.

## Beschreibung
Die Zulassung durch die nationale Zulassungsbehörde erfolgte am 24. Februar 1910. Vorgänger war der Type BT.
Der Vierzylindermotor hat 100 mm Bohrung, 130 mm Hub und 4084 cm³ Hubraum. Er war damals in Frankreich mit 25 Cheval fiscal (Steuer-PS) eingestuft. Er ist vorne im Fahrgestell montiert und treibt über ein Vierganggetriebe und eine Kardanwelle die Hinterräder an. Der Wasserkühler ist direkt vor dem Motor hinter einem deutlich sichtbaren Kühlergrill. Die Hinterachse ist eine De-Dion-Achse.
Die Basis bildet ein Pressstahlrahmen. Der Radstand beträgt 3095 mm und die Spurweite 1400 mm. Die Bereifung hatte eine Größe von 880 × 120.
Bekannt sind Aufbauten als Doppelphaeton und Limousine.
Das Modell wurde nur 1910 produziert. Nachfolger wurde der Type CU, der am 6. Januar 1911 seine Zulassung erhielt.